# Перфильев, Илья
Илья́ Перфи́льев (Перфирьев) (ум. не ранее 1634) — русский землепроходец XVII века, основатель Верхоянского зимовья.
В 1633 году возглавил группу купцов и тобольских казаков, которая отправилась на поиски северо-восточных земель. Вместе с отрядом Ивана Реброва спустился по реке Лене к Северному Ледовитому океану. Проплыв вдоль северного берега современной Якутии, в 1634 году открыл реку Яну и Яно-Индигирскую низменность.